# Sakura (Chiba)
Sakura (佐倉市 Sakura-shi?) es una ciudad localizada en Chiba, Japón.
A partir de 2008, la ciudad tiene una población de 171.473 y una densidad de 1.660 personas por km². La superficie total es de 103,59 km².
La ciudad fue fundada el 31 de marzo de 1954.

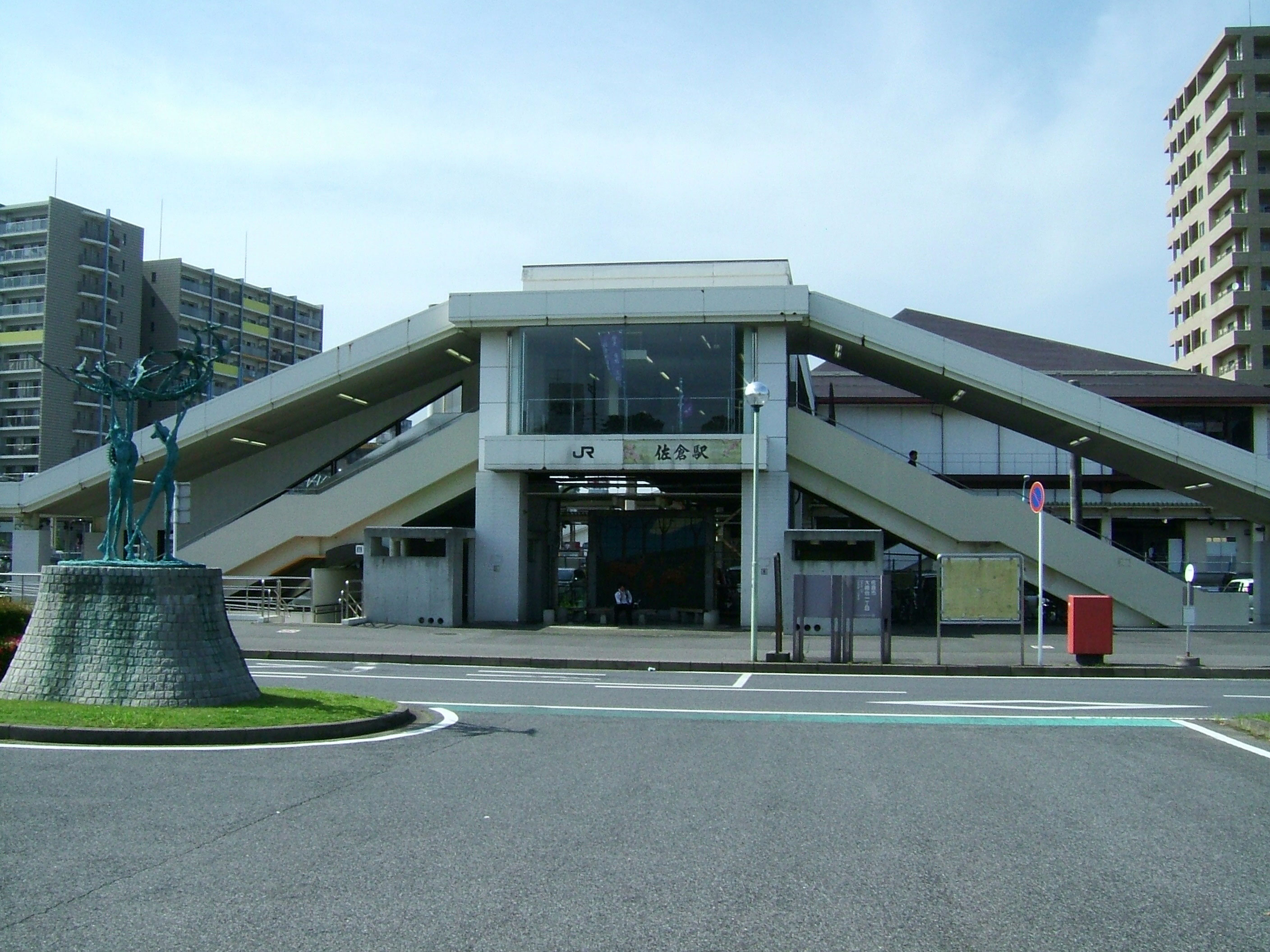
Entrada sur de la Estación Sakura.

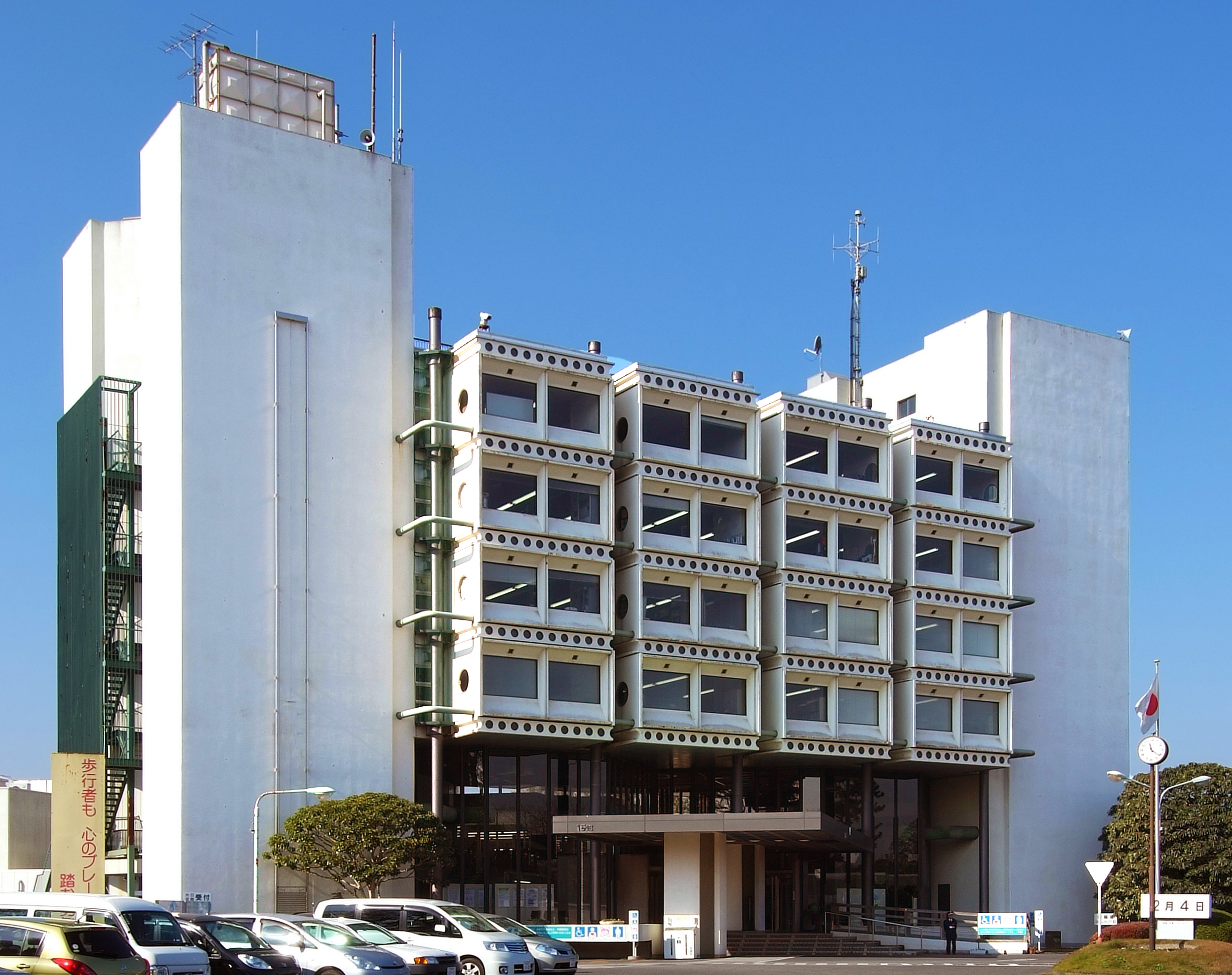
Municipalidad de Sakura

## Geografía
Sakura se encuentra en el noreste de la prefectura de Chiba, en la meseta de Shimōsa. Se encuentra a 40 kilómetros al noreste de Tokio ya 15 kilómetros del Aeropuerto Internacional de Narita. La ciudad de Chiba, la capital de la prefectura, se encuentra a 15 kilómetros al suroeste de Sakura. El lago Inba y el pantano de Inba forman los límites del norte de la ciudad.

### Municipios circundantes
- Prefectura de Chiba
  - Chiba
  - Yotsukaidō
  - Yachiyo
  - Inzai
  - Yachimata
  - Shisui